# Kurt Alexander von Elterlein
Kurt Alexander von Elterlein (* 19. August 1820 in Leipzig; † 30. Oktober 1886 in Bad Reiboldsgrün) war ein sächsischer Generalmajor.

## Leben
Kurt Alexander war ein Sohn des Karl Alexander von Elterlein, welcher 1817/25 im 2. Jäger-Bataillon der Sächsischen Armee diente. Er absolvierte 1833/36 das Kadettenkorps in Dresden und wurde anschließend als Fähnrich in der Sächsischen Armee angestellt. Ein Jahr später avancierte Elterlein zum Leutnant, rückte 1846 zum Oberleutnant und stieg am 31. Mai 1850 unter Beförderung zum Hauptmann zum Kompaniechef im 13. Infanterie-Bataillon auf. Er diente die nächsten Jahre in dieser Eigenschaft und stieg am 17. Dezember 1862 zum Major bei der 1. Infanterie-Brigade auf. Nachfolgend wurde er Kommandeur des 8. Infanterie-Bataillons und nahm mit diesem am Krieg gegen Preußen teil. In Anerkennung seiner Leistungen belieh ihn König Johann mit dem Ritterkreuz des Militär-St.-Heinrichs-Ordens.
Am 21. Dezember 1866 wurde er zum Oberstleutnant befördert. Er wurde nach Beförderung zum Oberst am 20. Februar 1869 zum Kommandeur des 5. Infanterie-Regiments „Prinz Friedrich August“ Nr. 104 ernannt. Nach Ausbruch des Krieges gegen Frankreich zog er mit seinem Regiment an die Front und beteiligte sich aktiv an den Kampfhandlungen. Für sein Wirken erhielt Elterlein das Komtur II. Klasse des Verdienstordens mit Kriegsdekoration sowie beide Klassen des Eisernen Kreuzes. Im Konflikt diente er auch als Führer der 3. Infanterie-Brigade Nr. 47. In Genehmigung seines Abschiedsgesuches wurde er am 27. Dezember 1873 unter Verleihung des Charakters als Generalmajor zur Disposition gestellt.